# Alphonse Bertillon

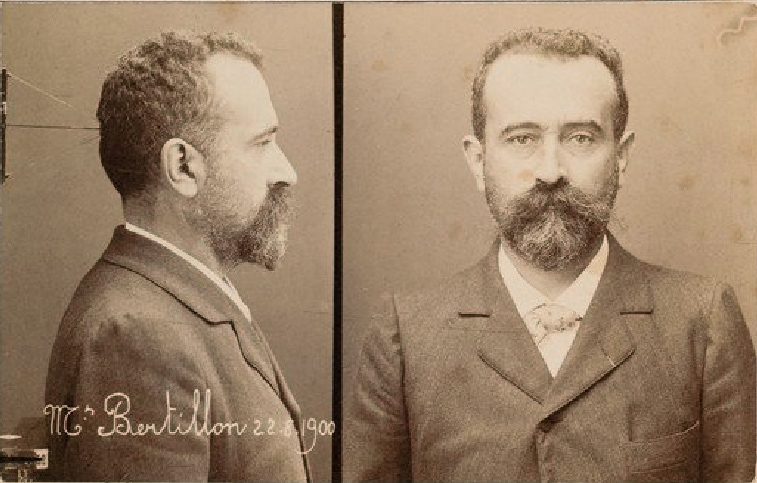
Zelfportret, 1900

Alphonse Bertillon (Parijs, 22 april 1853 - Parijs, 13 februari 1914) was een Frans forensisch deskundige, die voor de Parijse politieprefectuur werkte. Hij ontwikkelde in 1879-1880 een systeem om personen te identificeren. Dit systeem werd wereldwijd gebruikt en naar hem Bertillonage genoemd. De activiteiten van zijn dienst (Service de l'identité judiciaire) werden doorheen de jaren uitgebreid naar fotografie en sporenonderzoek op de plaats delict en naar het uitvoeren van expertisevergelijkingen. Dit alles schonk hem wereldfaam, maar ook harde kritiek, onder meer voor zijn expertiseverslag (schriftvergelijking) in de Dreyfusaffaire. Aan het eind van zijn leven werd de Bertillonage in de meerderheid van de landen vervangen door de dactyloscopie. 

## Biografie
Alphonse Bertillon was de zoon van geneesheer, statisticus en demograaf Louis-Adolphe Bertillon (1821-1883) en Zoe Guillard (1833-1866), de kleinzoon van de botanicus en demograaf Achille Guillard (1799-1876), en de jongere broer van statisticus en demograaf Jacques Bertillon (1851-1922). Hij groeide op in een gezin waar wetenschappen tot de dagelijkse gespreksonderwerpen behoorden.  Onder meer antropoloog Paul Broca was een vriend des huizes en Quetelets theorie van de "gemiddelde mens" werd er met de paplepel ingegeven. Al van jongs af aan had hij regelmatig migraineaanvallen en vertoonde hij een moeilijk karakter, dat er onder meer toe leidde dat hij werd weggestuurd van verschillende scholen. Hij haalde toch zijn baccalaureaat, na privéonderwijs door zijn grootvader en vertrok nadien naar Engeland, waar hij aan de kost kwam als leraar Frans.
Tijdens zijn legerdienst vatte hij de studie geneeskunde aan, maar brak die voortijdig af. Die korte studieperiode maakte opnieuw de interesse voor antropometrie in hem wakker en hij sloot zich aan bij de "Société d'Anthropologie".
Op voorspraak van zijn vader kon hij in 1879 starten als bediende bij de politieprefectuur in Parijs. Zijn taak bestond er onder meer in om dossiers te klasseren, maar ook om de signalementen aan te maken van de aangehouden personen, om hierbij eventuele recidivisten te ontdekken. Hierbij stelde hij vast dat het ontbreken van enige systematiek zijn werk quasi nutteloos maakte. Met de kennis die hij had van de antropometrie en de statistiek, stelde hij aan de politieprefect een classificatiesysteem voor dat het moest mogelijk maken om recidivisten te ontmaskeren. Zijn voorstel werd verschillende keren afgewezen, maar uiteindelijk in 1882 aanvaard door prefect Ernest Camescasse, met een proefperiode van drie maand. Tijdens deze proefperiode werden 2 recidivisten geïdentificeerd. Het gebruik van de antropometrie werd dus verdergezet en leverde goede resultaten op, onder de strikte leiding van Bertillon. In de eerste drie jaar konden 800 verdachten geïdentificeerd worden. Pas in 1888 werd hij als diensthoofd benoemd van de identificatiedienst (Service d'Identification) en nog later, in 1893 als diensthoofd van "le service de l'identité judiciaire".
Waar de "Bertillonnage" tot aan de eeuwwisseling de voor de hand liggende methodiek was om personen te identificeren, werden nadien systemen gevonden om vingerafdrukken op een efficiënte manier te classificeren. Daardoor werd de dactyloscopie een snellere en eenvoudigere manier voor identificatie. De antropometrische methode had het nadeel dat ze veel en precies werk vergde, anders werd ze feilbaar. Bertillon was ervan overtuigd dat zijn methode, met als basis de antropometrische gegevens, nauwkeuriger was en verzette zich in Frankrijk tegen een vervanging van de antropometrie door de dactyloscopie. Wel zocht hij zelf naar een accuraat classificatiesysteem per vingerafdruk, maar vond er geen.  Door zijn houding schakelde Frankrijk als een van de laatste Europese landen, pas na Bertillons dood, over op de dactyloscopie als primair identificatiemiddel.
Zijn identificatiesysteem werd in zowat de hele wereld gebruikt en hij werd een internationale beroemdheid. Regelmatig kreeg hij een plaatsje op de voorpagina van de kranten; zijn persoon en werk waren het mikpunt van spot door cartoonisten en ook detectiveschrijvers vermeldden hem in hun boeken; bijvoorbeeld Arthur Conan Doyle in The Hound of the Baskervilles (1902) of Agatha Christie in The Secret of Chimneys (1925).

## Bertillonage
De Bertillonage bestond uit verschillende onderdelen en evolueerde doorheen de tijd.

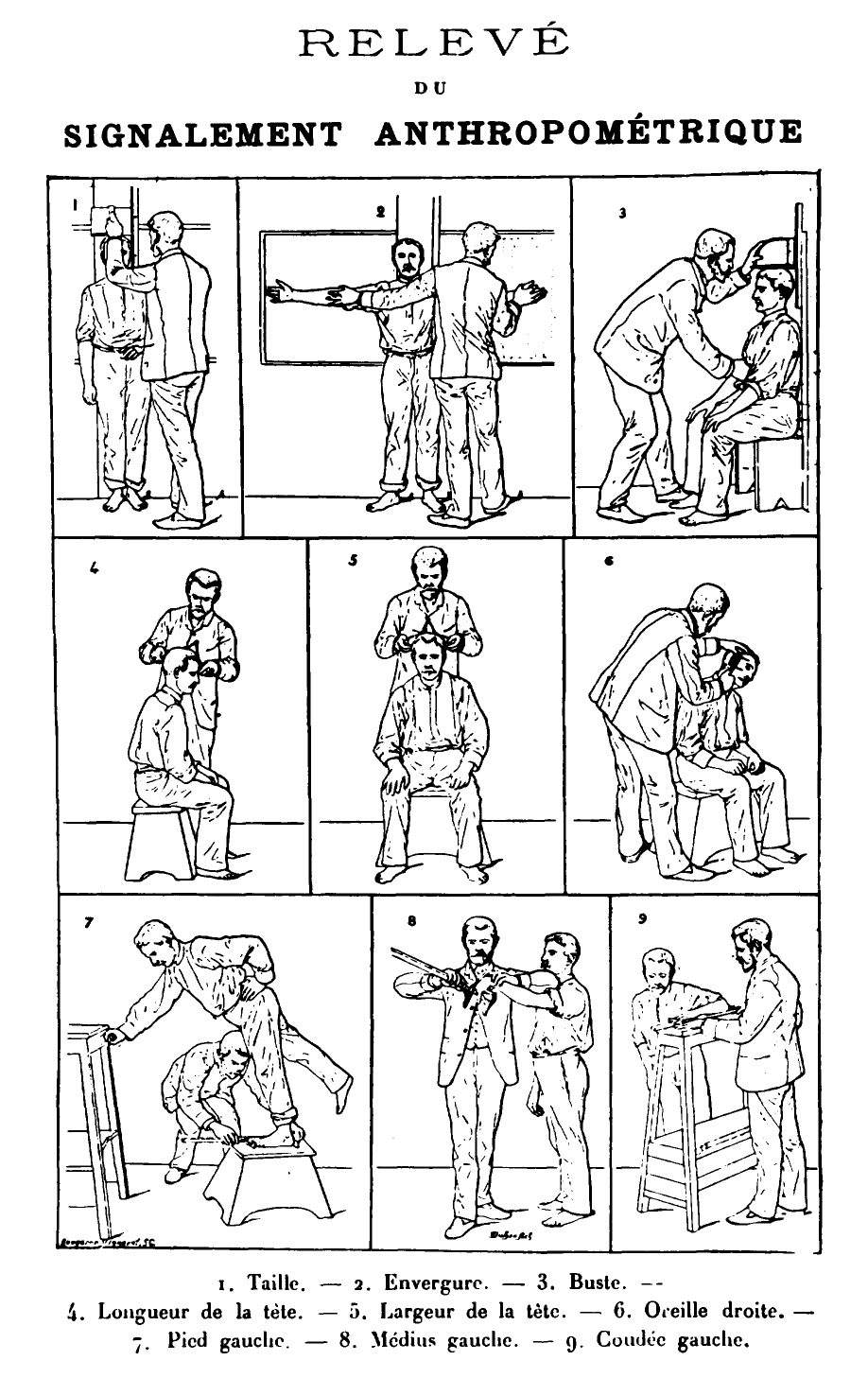
De verschillende antropometrische opmetingen voor de Bertillonage

### Antropometrie
Het basiselement van de bertillonage was de antropometrie: de nauwkeurige opmeting van aanvankelijk negen, later elf lichamelijke kenmerken met een sterke variatie. Hoewel de combinatie van de opmetingen quasi individueel was, bleek het grootste voordeel de classificeerbaarheid.  
Met zijn systeem voor het klasseren en doorzoeken van deze signalementskaarten was hij een voorloper van datamining. Hij rangschikte de kaarten niet alfabetisch maar verdeelde ze in drie groepen: deze met kleine, middelgrote of grote lengte van het hoofd. Elke groep was weer onderverdeeld in drie groepen volgens de breedte van het hoofd, daarna volgens weer een ander kenmerk. Alles samen waren er dus honderden verschillende classificaties mogelijk, wat opzoekingen mogelijk maakte in een kort tijdsbestek. De weinige kaarten die na de opzoeking overbleven, moesten dan nader worden bekeken om na te gaan of de betrokkene een recidivist was of niet.
De onderverdeling in drie groepen van elke afmeting had Bertillon afgeleid van de theorie van de "gemiddelde mens" van Adolphe Quetelet. Het aantal geficheerde verdachten steeg tot 5 miljoen in 1893, zonder dat dit de efficiëntie van het systeem naar beneden haalde.

### Bijzondere kenmerken
De antropometrische metingen werden aangevuld met de kleur van de ogen, het haar en de huid; een beschrijving van overige opvallende uiterlijke kenmerken zoals tatoeages, littekens en dergelijke. Ook de vingerafdrukken kwamen hier in 1894 bij, maar enkel de duim, wijs- middel- en ringvinger van de rechterhand. Bertillon zag de dactyloscopie als een aanvulling op zijn antropometrisch signalement, een element dat hem zekerheid kon geven over de identiteit van de betrokkene. Zo werden ook de andere "bijzondere kenmerken" gebruikt: na een opzoeking op basis van de antropometrische formule werden de bijzondere kenmerken van mogelijke "hits" vergeleken om te besluiten tot een identificatie. Alle data werden voorzien van cijfercodes, zodat signalementen gemakkelijk per telegraaf konden worden verspreid en internationaal uitgewisseld.

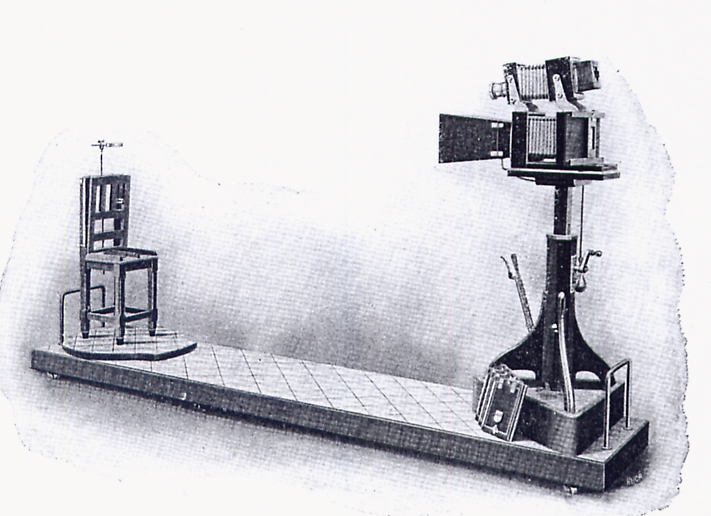
De opstelling van Bertillon voor het fotograferen van verdachten

### Fotografie
Een derde onderdeel bestond uit de signaletische foto van de verdachte. Bij de opstart van zijn systeem was dit nog een "klassiek" portret, maar eens hij de afdeling fotografie onder zijn hoede kreeg, in 1888, werkte hij ook daarvoor een rigoureus registratiesysteem uit. Elke verdachte werd in gestandaardiseerde omstandigheden gefotografeerd: frontaal en in rechts profiel (zie ook zijn portret bovenaan deze pagina). De afmetingen op het negatief waren exact 1/5de van de reële afmetingen door gebruik te maken van een vastgesteld negatiefformaat, objectief (brandpuntsafstand) en afstand tussen de verdachte en de camera. De stoel waarop de verdachte zat en de camera werden trouwens op de vloer vastgemaakt. De stoel stond op een roterende plaat om vlot te kunnen wisselen tussen de frontale en de profielfoto.

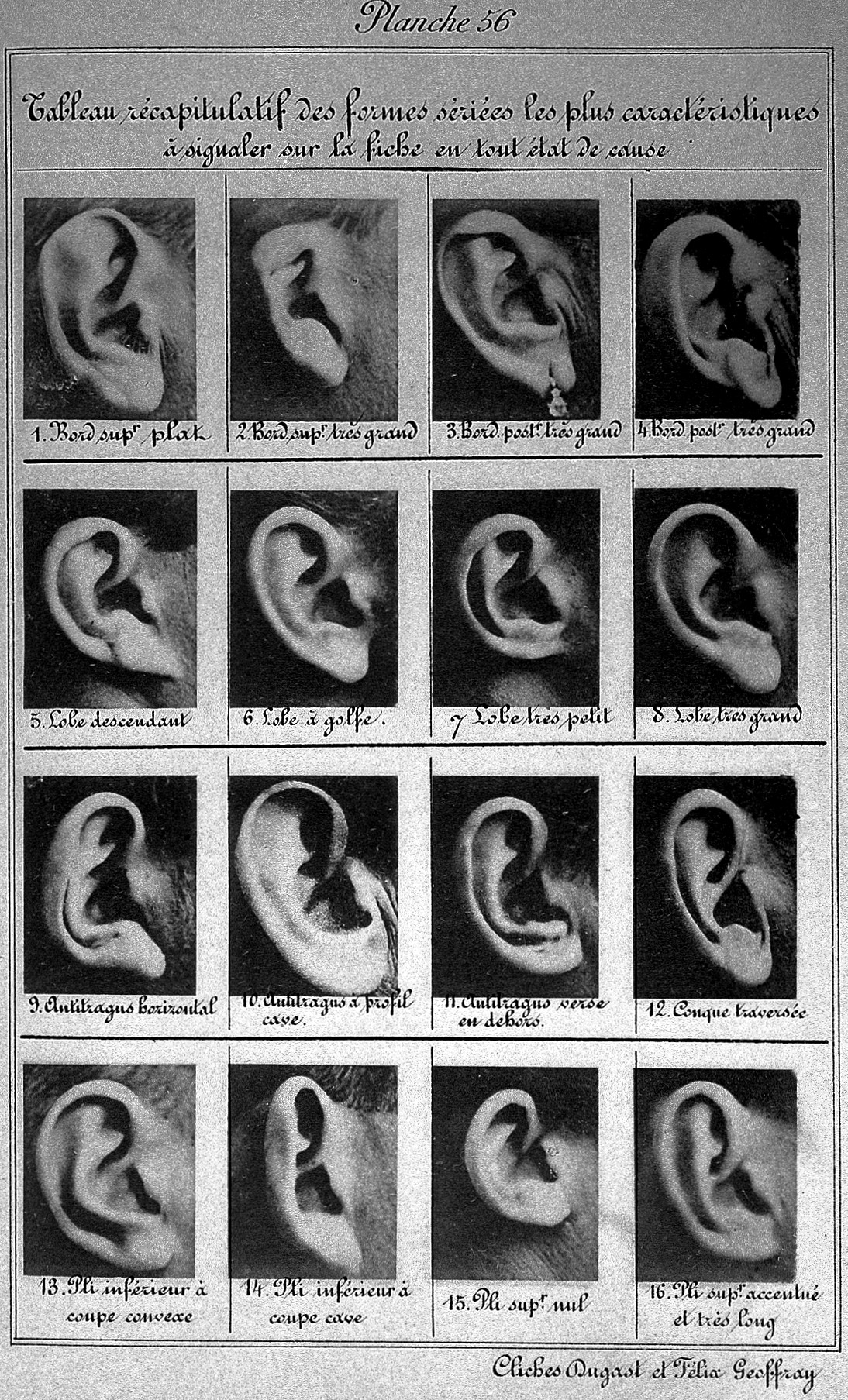
Een aantal verschillende foto's van oren die als voorbeeld dienen bij het beschrijvend signalement

### Beschrijvend signalement
Nog later werd het beschrijvend signalement toegevoegd. "Le portrait parlé" was een systeem met gedetailleerde beschrijvingen, voornamelijk van het gezicht. Vormen en relatieve afmetingen werden op een gestandaardiseerde manier geregistreerd. Het moest politiemensen op het terrein toelaten om personen te herkennen, ook al waren er geen antropometrische gegevens of foto ter beschikking. Zoals alles wat Bertillon ondernam, vergde ook dit de rigoureuze toepassing van gedetailleerde regels.

## Onderzoek op de plaats delict

### Fotografie
De fotografische dienst van de politieprefectuur werd opgericht in 1872 en had als voornaamste taak het fotograferen van verdachten.  Occasioneel namen zij echter ook foto's ter plaatse van misdrijven, zoals bijvoorbeeld bij de moord op de zesjarige Jules Schoenen in 1881.  Bij de oprichting van de "Service d'identification" in 1888, waarvan de fotografische dienst deel uitmaakte, kreeg Bertillon dus ook de leiding over de fotografie ter plaatse van misdrijven.  Hij legde hiervoor strikte technische regels op.  De metrische fotografie van lijken werd ingevoerd: camera planparallel op een bepaalde afstand van het lichaam en met een objectief met een vooraf bepaalde brandpuntsafstand. De foto's werden vervolgens op voorgedrukte kartons gekleefd waar de afmetingen op waren aangeduid.  Eenzelfde systeem werd gebruikt voor overzichtsfoto's: Camera's waarvan het negatiefformaat en de brandpuntsafstand van het objectief vooraf was bepaald, werden op een precieze hoogte op een statief geplaatst, evenwijdig met de vloer van de kamer.  Het perspectief van deze combinatie was gekend en op een rooster aangebracht. Hierdoor konden de reële afmetingen worden afgeleid op de foto.

### Dactyloscopie
Bertillon richtte in 1909 binnen zijn "service de l'identité judiciaire" een sectie "dactylotechnique" op, die in de eerste vijf jaar van zijn bestaan een 1000-tal dossiers behandelde.  Dit leidde regelmatig naar identificaties van verdachten, zo onder meer in het kader van de gevreesde "Bande à Bonnot".  Het moet niet verbazen dat Bertillon ook voor deze activiteiten strikte procedures uitschreef en zelfs toestellen liet ontwerpen.  Eén ervan was de "Bertillonne", een koffer om sporendragers op een "sporenveilige" manier tot bij zijn dienst te transporteren.
Zijn interesse in dactyloscopie was al eerder gewekt, onder meer door zijn contacten met Francis Galton en Alexandre Lacassagne.  Hij voegde op zijn antropometrische fiche al in 1894 de vingerafdrukken van de rechterhand (behalve de pink) toe en in 1904 de 10 vingers. Bertillon zou vanaf 1896 heel wat geëxperimenteerd hebben met dactyloscopische poeders en kameelharen borstels om ze aan te brengen.  Aanvankelijk gebruikte hij grafiet en later ook loodcarbonaat en bepaalde oxiden. Het is onduidelijk vanaf wanneer hij in de praktijk dactyloscopische sporen begon op te nemen en te vergelijken. Feit is dat Bertillons naam is verbonden aan de eerste identificatie van vingersporen op basis van een opzoeking in een databank. Op 16 oktober 1902 werd een man vermoord aangetroffen. Vingersporen werden gevonden op de gebroken ruit van een vitrinekast: een duim en aan de andere zijde van het glas de wijs-, midden- en ringvinger.  Opzoekingen in de fiches, die op naam op of antropometrische gegevens stonden geklasseerd, gaven als resultaat dat de sporen overeenkwamen met de vingerafdrukken van Henri Leon Scheffer.  Scheffer was een half jaar eerder opgepakt voor diefstal. 
Gezien de dactyloscopische informatie een ondergeschikt deel was van de antropometrische fiche, was het niet mogelijk een intelligente opzoeking te doen met sporen.  Bij de diefstal in 1911 van de "Mona Lisa" uit het Louvre, werden vingersporen aangetroffen. De opzoekingen leverden echter geen resultaat op, niettegenstaande het dactyloscopisch signalement van de dader, Vincenzo Perruggia, ter beschikking was. Perruggia werd in 1913 in Italië gearresteerd toen hij trachtte het schilderij te verkopen.   

### Andere sporen
In de literatuur zijn er vermeldingen van occasionele opname en exploitatie van andere sporen, zoals bloedspatten, schoeiselsporen, voetsporen en werktuigsporen. Bertillon werkte een methode uit om werktuigsporen af te vormen (met gutta percha) en een ontwierp de dynamometer, een toestel om de kracht te meten die met een werktuig werd uitgeoefend. Ook ontwikkelde hij een methode, de galvanoplastie, om afvormingen van schoeiselsporen steviger te maken.

## Rol in deDreyfusaffaire
Bertillon speelde een opvallende rol in de Dreyfusaffaire. Hij trad op als een van de schriftdeskundigen en wees in een rapport in 1894 de militair Dreyfus aan als schrijver van "le bordereau".  Dit document was gericht is aan de militaire attaché van de ambassade van Duitsland en bevatte geheime informatie.  Het document bewees dus spionage en hoogverraad en Dreyfus werd achter gesloten deuren veroordeeld.
Hoewel Bertillon en zijn dienst wel enige ervaring hadden, behoorde schriftvergelijking toch niet tot hun "core-business".  Bovendien diende de expertise op één dag klaar te zijn.
Na intern onderzoek in het leger en de wereldberoemde aanklacht van Émile Zola, "J'accuse...!", kwam het tot een herziening van het proces in 1899.  Ondertussen had een collega van Dreyfus, commandant Esterhazy, vanuit het veilige Engeland al bekend dat hij de schrijver was van "le bordereau".  Bertillon bleef echter halsstarrig vasthouden aan zijn rapport.  Als verklaring van het verschil tussen Dreyfus' handschrift en dat van "le bordereau" beweerde Bertillon dat Dreyfus zijn eigen handschrift had vervalst, en wel op zulkdanige manier dat het moest lijken alsof iemand anders zijn (Dreyfus') handschrift had proberen te imiteren. Hij probeerde dit te bewijzen aan de hand van ingewikkelde diagrammen. Toen er steeds meer twijfel rees rond zijn redenering, bleef hij Dreyfus als schuldige aanduiden, met de vreemde redenering dat het document van Dreyfus moest zijn, precies omdat men niet kon bewijzen dat het van hem was. Dat men dat niet kon bewijzen kwam door een perfect uitgekiende verdedigingsstrategie, en dat moest wel het bewijs van de schuld zijn. Het kwam zover dat de Franse president over Bertillon zei dat het wel leek alsof die uit een gekkenhuis was ontsnapt.
Bertillons optreden in de Dreyfusaffaire bracht zijn reputatie een flinke deuk toe en de roep om ontslag klonk luid.  De politieprefect gaf de fout van zijn ondergeschikte toe en ontnam hem de leiding over de afdeling "schriftvergelijking".  Bertillon bleef echter op post als diensthoofd van de "service de l'identité judiciaire".
Bertillons probabiliteitsberekening werd in 1904 door de Franse geleerden Darboux, Appell en Poincaré definitief onderuitgehaald. Bertillon weigerde echter zijn mening over de zaak te herzien. Zelfs toen de Franse regering hem op zijn sterfbed de eretitel in het Legioen van Eer aanbood, op voorwaarde dat hij zijn dwaling over het handschrift van Dreyfus erkende, weigerde hij dit.